# 新加坡回教學院
新加坡回教學院（SCIS） 是一所即將在新加坡成立的回教高等教育機構，由新加坡回教理事會（MUIS）擁有並管理，預計於2028年開始運作。新加坡回教學院是一所由回教理事會設立的宗教教育機構。

## 歷史
新加坡回教學院的設立，是回教理事會為加強新加坡回教教育而推動的一項戰略舉措。該學院於2024年8月正式宣布成立，標誌著我國宗教教育發展的重要里程碑。新加坡穆夫提指出，該學院的成立是一項關鍵發展，展現了國家致力於培養全面宗教領袖的承諾。
此項宣布獲得國家領導層的高度重視。新加坡總理黃循財強調該學院的重要性，指出它能夠培養具備宗教與社會領導能力的人才。為了提供全面且具全球視野的教育體驗，該學院將與多所國際知名機構合作，包括新加坡社科大學、埃及的回教教法諮詢機構達爾伊夫塔（Dar al-Ifta al-Misriyyah）、約旦大學，以及摩洛哥的卡魯因大學。來自如埃及艾資哈爾大學等其他高校的領袖將擔任新加坡回教學院的顧問團成員，為回教少數族群面對的當代課題提供見解。

## 學術課程
學院將提供一個完整的本科學位課程，旨在為學生打造全人教育體驗。課程內容將融合傳統回教學科與現代學術領域，創造獨特的教學模式，讓學生同時具備深厚的宗教知識與應對現代社會需求的實用能力。

## 校園與設施
新加坡回教學院將設址於靠近本庫倫回教堂（Masjid Bencoolen）的回教理事會學習園區內。預計在2028年首屆招生時錄取首批60名學生。這項審慎規劃將提供專注且高品質的教育體驗，並於日後逐步擴大招生規模。